# El Bayadh (provins)

El Bayadhs provins i Algeriet

El Bayadh (arabiska: ولاية البيض) är en provins (wilaya) i västra Algeriet. Provinsen har 262 187 invånare (2008). El Bayadh är huvudort.

## Administrativ indelning
Provinsen är indelad i 8 distrikt (daïras) och 22 kommuner (baladiyahs).